# Reizei
Reizei (冷泉天皇, Reizei-tennō; 12 giugno 950 – 21 novembre 1011) è stato il 63º imperatore del Giappone secondo il tradizionale ordine di successione.

## Biografia
Il suo regno ebbe inizio nel 967  terminando poi nel 969, il suo nome personale era Norihira-shinnō (憲平親王?, Norihira-shinnō).
Si trattava del secondo figlio dell'imperatore Murakami avuto dalla consorte Anshi, la figlia di Fujiwara no Morosuke. Alla morte del padre (nel 967) salì al trono all'età di 18 anni, dopo due anni di regno abdicò prendendo il titolo onorifico di Reizei-in Jōkō.